# ルハン動物園

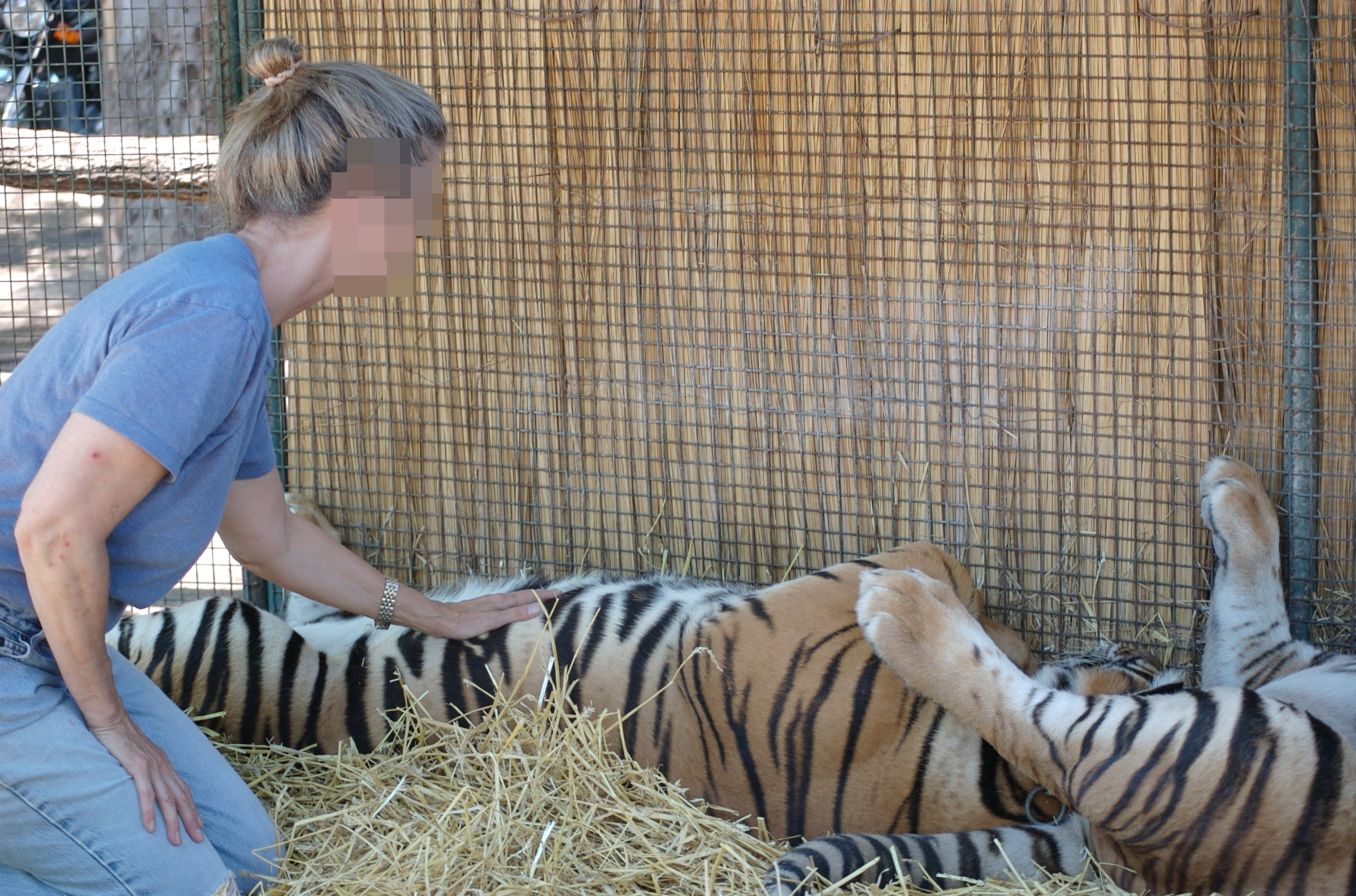
トラブルを恐れずにトラと触れ合う入園者

ルハン動物園（ルハンどうぶつえん、スペイン語：Zoológico de Luján）とは、アルゼンチン・ブエノスアイレス近郊のルハン付近にある動物園である。野獣と触れ合うことのできるふれあい動物園と知られる。ルジャン動物園とも。
ルハン動物園は1994年11月24日に開園した。広さは15ヘクタール。
動物園では、子ライオンを抱っこしたり、子熊と触れ合ったりできるのみならず、猛獣の檻の中に入り、成獣のライオンの背中に乗ったり、成獣のトラの背中をなでたり、又はトラにミルクを与えたり、あるいは、成獣のハイイログマに柵越しに口移しで給餌をすることができる。他に、チーター、ゾウ、トド、あるいはルリコンゴウインコなど、園内の多くの動物と触れ合うことができる。
2012年、TBSテレビは「アルゼンチン一すごい動物園」と放送した。2013年、日本テレビも「優れた動物園」と放送している。一方、この動物園の方針には賛否があり、世界で最も物議をかもす動物園というものもいる。
- 入園料は100ペソ。（2012年現在）[6]
- 所在地 - 25 de Mayo 305, Lujan, Buenos Aires, Argentina [6]

動物虐待の苦情を受けて2020年に閉鎖された。